# SES S.A.
SES S.A. er en luxembourgsk kommunikationssatellit-operatør og jordbaseret telekommunikationsudbyder. Deres netværk benyttes til data, video, telefoni og tv.
SES ejer og driver over 70 satellitter. Disse inkluderer Astra-tv-satellitterne, O3b-datasatellitterne, AMC, Ciel, NSS, Quetzsat, YahSat og SES.
Virksomheden blev etableret i 1985 som Société Européenne des Satellites og skiftede navn til SES Global i 2001. Siden 2006 "SES". Selskabet er børsnoteret på Bourse de Luxembourg og Euronext Paris.